# Buławynśke
Buławynśke (ukr. Булавинське) – osiedle typu miejskiego na Ukrainie, w obwodzie donieckim, w faktycznie niefunkcjonującym rejonie gorłowskim, od 2014 pod kontrolą marionetkowej, uzależnionej od Rosji Donieckiej Republiki Ludowej. W 2001 liczyło 3786 mieszkańców, spośród których 643 wskazało jako ojczysty język ukraiński, 3133 rosyjski, 1 mołdawski, 2 białoruski, 1 ormiański, 1 polski, 1 jidysz, 2 inny, a 2 osoby się nie zadeklarowały.